# Dendropanax oliganthus
Dendropanax oliganthus là một loài thực vật có hoa trong Họ Cuồng cuồng. Loài này được (A.C.Sm.) A.C.Sm. mô tả khoa học đầu tiên năm 1941.